# World Heavyweight Championship (WWE, 2023-presente)
El World Heavyweight Championship (Campeonato Mundial de Peso Pesado, en español) es un campeonato mundial de lucha libre profesional creado y utilizado por la compañía de lucha libre profesional estadounidense WWE, defendido por la división de la marca Raw. Es uno de los dos títulos mundiales en el roster principal de WWE, junto al Campeonato de WWE, defendido principalmente en la marca SmackDown. Revelado en el episodio del 24 de abril de 2023 de Raw, el campeón inaugural se determinó en Night of Champions. El campeón actual es Seth Rollins, quien se encuentra en su segundo reinado.
Su creación se produjo a raíz de Roman Reigns y el Campeonato Universal Indiscutible de WWE. Después de que Reigns se convirtiera en campeón indiscutible en abril de 2022, defendió el título entre ambas marcas, pero estas defensas fueron poco frecuentes debido a los términos de su contrato. Con el anuncio del Draft 2023, se creó el Campeonato Mundial de Peso Pesado, inspirado en el Campeonato Mundial de Peso Pesado original de WWE que estuvo activo de 2002 a 2013, y posteriormente se convirtió en exclusivo de Raw después de que Reigns y el Campeonato Universal Indiscutible de WWE se convirtieran en exclusivos de Smackdown.
A pesar de contar con el mismo nombre y tener un diseño similar, este título no tiene ninguna relación con el World Heavyweight Championship original activo de 2002 a 2013, pero es considerado su sucesor directo.

## Historia
En el episodio del 24 de abril de 2023 de Monday Night Raw, el director de contenido de WWE, Triple H, anunció el Draft 2023, un proceso utilizado por la empresa para asignar a los luchadores a una marca en la que competirán exclusivamente. Luego se dirigió a Roman Reigns y a su Campeonato Universal Indiscutible de WWE. Desde WrestleMania 38 en abril de 2022, Reigns había ostentado y defendido los dos campeonatos mundiales de la promoción, el Campeonato de WWE y el Campeonato Universal, como el Campeonato Universal Indiscutible de WWE en las marcas Raw y SmackDown. Sin embargo, debido a los términos de su contrato, Reigns defendió el título con poca frecuencia. Como tal, Triple H anunció que, independientemente de la marca que seleccionara a Reigns en el próximo draft, él y su campeonato indiscutible serían exclusivos de esa marca. Posteriormente, Triple H dio a conocer un nuevo Campeonato Mundial de Peso Pesado para la marca opuesta. También se reveló que el campeón inaugural sería coronado en Night of Champions el 27 de mayo de 2023. Durante la Noche 1 del draft en el episodio del 28 de abril de Friday Night SmackDown, Reigns fue reclutado para SmackDown, y posteriormente hizo que el Campeonato Mundial de Peso Pesado fuera exclusivo de Raw.
Durante la conferencia de prensa de Backlash del 5 de mayo, Triple H anunció un torneo por el título que incluiría luchadores de ambas marcas con un grupo para cada marca. La primera ronda y las semifinales de cada grupo se programaron para los episodios del 8 y 12 de mayo de Raw y SmackDown, respectivamente. Los combates de la primera ronda de cada episodio consistieron en dos luchas de triple amenaza con los respectivos ganadores avanzando a las semifinales en un encuentro individual la misma noche, y esos respectivos ganadores avanzando al combate por el campeonato en Night of Champions. Según el periodista de lucha libre Dave Meltzer, la razón por la que los luchadores de SmackDown se incluyeron en el torneo se debió al intento de WWE de retener la audiencia para el episodio del 12 de mayo de SmackDown, ya que este y otros programas de lucha libre de esa semana iban cara a cara con el Playoffs NBA 2023.
Los participantes del Torneo por el Campeonato Mundial de Peso Pesado fueron revelados el 7 de mayo en el canal de YouTube de WWE: Cody Rhodes, Damian Priest, Finn Bálor, Seth «Freakin» Rollins, Shinsuke Nakamura, y The Miz de Raw, y AJ Styles, Austin Theory, Bobby Lashley, Edge, Rey Mysterio, y Sheamus de SmackDown. En el episodio del 8 de mayo de Raw, Rollins derrotó a Nakamura y Priest en la primera triple amenaza, mientras que Bálor derrotó a The Miz y Rhodes en la segunda. Posteriormente, Rollins derrotó a Bálor en las semifinales para ganar como parte del grupo de Raw. En el episodio del 12 de mayo de SmackDown, Styles derrotó a Edge y Mysterio en la primera triple amenaza, mientras que Lashley derrotó a Sheamus y Theory en la segunda. Posteriormente, Styles derrotó a Lashley en las semifinales para ganar como parte del grupo de SmackDown, estableciendo así la final del torneo entre Rollins y Styles.

## Torneo inaugural
|  |                                                      |                                                      |                                                      |  |  |                                                    |                                                    |                                                    |  |  |                                       |                                       |                                       |
|  | Primera ronda Raw (8 de mayo) SmackDown (12 de mayo) | Primera ronda Raw (8 de mayo) SmackDown (12 de mayo) | Primera ronda Raw (8 de mayo) SmackDown (12 de mayo) |  |  | Semifinales Raw (8 de mayo) SmackDown (12 de mayo) | Semifinales Raw (8 de mayo) SmackDown (12 de mayo) | Semifinales Raw (8 de mayo) SmackDown (12 de mayo) |  |  | Final Night of Champions (27 de mayo) | Final Night of Champions (27 de mayo) | Final Night of Champions (27 de mayo) |
|  | Primera ronda Raw (8 de mayo) SmackDown (12 de mayo) | Primera ronda Raw (8 de mayo) SmackDown (12 de mayo) | Primera ronda Raw (8 de mayo) SmackDown (12 de mayo) |  |  | Semifinales Raw (8 de mayo) SmackDown (12 de mayo) | Semifinales Raw (8 de mayo) SmackDown (12 de mayo) | Semifinales Raw (8 de mayo) SmackDown (12 de mayo) |  |  | Final Night of Champions (27 de mayo) | Final Night of Champions (27 de mayo) | Final Night of Champions (27 de mayo) |
|  |                                                      |                                                      |                                                      |  |  |                                                    |                                                    |                                                    |  |  |                                       |                                       |                                       |
|  |                                                      |                                                      |                                                      |  |  |                                                    |                                                    |                                                    |  |  |                                       |                                       |                                       |
|  | Finn Bálor                                           | Finn Bálor                                           | Pin                                                  |  |  |                                                    |                                                    |                                                    |  |  |                                       |                                       |                                       |
|  | Finn Bálor                                           | Finn Bálor                                           | Pin                                                  |  |  |                                                    |                                                    |                                                    |  |  |                                       |                                       |                                       |
|  | Cody Rhodes                                          | Cody Rhodes                                          | —                                                    |  |  |                                                    |                                                    |                                                    |  |  |                                       |                                       |                                       |
|  | Cody Rhodes                                          | Cody Rhodes                                          | —                                                    |  |  |                                                    |                                                    |                                                    |  |  |                                       |                                       |                                       |
|  | The Miz                                              | The Miz                                              | 9:30                                                 |  |  | Finn Bálor                                         | Finn Bálor                                         | 13:30                                              |  |  |                                       |                                       |                                       |
|  | The Miz                                              | The Miz                                              | 9:30                                                 |  |  | Finn Bálor                                         | Finn Bálor                                         | 13:30                                              |  |  |                                       |                                       |                                       |
|  |                                                      |                                                      |                                                      |  |  | Seth «Freakin» Rollins                             | Seth «Freakin» Rollins                             | Pin                                                |  |  |                                       |                                       |                                       |
|  |                                                      |                                                      |                                                      |  |  | Seth «Freakin» Rollins                             | Seth «Freakin» Rollins                             | Pin                                                |  |  |                                       |                                       |                                       |
|  | Shinsuke Nakamura                                    | Shinsuke Nakamura                                    | 13:25                                                |  |  |                                                    |                                                    |                                                    |  |  |                                       |                                       |                                       |
|  | Shinsuke Nakamura                                    | Shinsuke Nakamura                                    | 13:25                                                |  |  |                                                    |                                                    |                                                    |  |  |                                       |                                       |                                       |
|  | Seth «Freakin» Rollins                               | Seth «Freakin» Rollins                               | Pin                                                  |  |  |                                                    |                                                    |                                                    |  |  |                                       |                                       |                                       |
|  | Seth «Freakin» Rollins                               | Seth «Freakin» Rollins                               | Pin                                                  |  |  |                                                    |                                                    |                                                    |  |  |                                       |                                       |                                       |
|  | Damian Priest                                        | Damian Priest                                        | —                                                    |  |  | Seth «Freakin» Rollins                             | Seth «Freakin» Rollins                             | Pin                                                |  |  |                                       |                                       |                                       |
|  | Damian Priest                                        | Damian Priest                                        | —                                                    |  |  |                                                    | Seth «Freakin» Rollins                             | Pin                                                |  |  |                                       |                                       |                                       |
|  |                                                      |                                                      |                                                      |  |  | AJ Styles                                          | AJ Styles                                          | 20:40                                              |  |  |                                       |                                       |                                       |
|  |                                                      |                                                      |                                                      |  |  | AJ Styles                                          | AJ Styles                                          | 20:40                                              |  |  |                                       |                                       |                                       |
|  | AJ Styles                                            | AJ Styles                                            | Pin                                                  |  |  |                                                    |                                                    |                                                    |  |  |                                       |                                       |                                       |
|  | AJ Styles                                            | AJ Styles                                            | Pin                                                  |  |  |                                                    |                                                    |                                                    |  |  |                                       |                                       |                                       |
|  | Edge                                                 | Edge                                                 | 16:15                                                |  |  |                                                    |                                                    |                                                    |  |  |                                       |                                       |                                       |
|  | Edge                                                 | Edge                                                 | 16:15                                                |  |  |                                                    |                                                    |                                                    |  |  |                                       |                                       |                                       |
|  | Rey Mysterio                                         | Rey Mysterio                                         | —                                                    |  |  | AJ Styles                                          | AJ Styles                                          | Pin                                                |  |  |                                       |                                       |                                       |
|  | Rey Mysterio                                         | Rey Mysterio                                         | —                                                    |  |  | AJ Styles                                          | AJ Styles                                          | Pin                                                |  |  |                                       |                                       |                                       |
|  |                                                      |                                                      |                                                      |  |  | Bobby Lashley                                      | Bobby Lashley                                      | 12:05                                              |  |  |                                       |                                       |                                       |
|  |                                                      |                                                      |                                                      |  |  | Bobby Lashley                                      | Bobby Lashley                                      | 12:05                                              |  |  |                                       |                                       |                                       |
|  | Austin Theory                                        | Austin Theory                                        | 13:10                                                |  |  |                                                    |                                                    |                                                    |  |  |                                       |                                       |                                       |
|  | Austin Theory                                        | Austin Theory                                        | 13:10                                                |  |  |                                                    |                                                    |                                                    |  |  |                                       |                                       |                                       |
|  | Bobby Lashley                                        | Bobby Lashley                                        | Pin                                                  |  |  |                                                    |                                                    |                                                    |  |  |                                       |                                       |                                       |
|  | Bobby Lashley                                        | Bobby Lashley                                        | Pin                                                  |  |  |                                                    |                                                    |                                                    |  |  |                                       |                                       |                                       |
|  | Sheamus                                              | Sheamus                                              | —                                                    |  |  |                                                    |                                                    |                                                    |  |  |                                       |                                       |                                       |
|  | Sheamus                                              | Sheamus                                              | —                                                    |  |  |                                                    |                                                    |                                                    |  |  |                                       |                                       |                                       |

## Diseño
El cinturón del Campeonato Mundial de Peso Pesado tiene un diseño que rinde homenaje al histórico Big Gold Belt, que se usó para el anterior Campeonato Mundial Pesado de WWE (2002-2013) como también el Campeonato de la WCW, y también presenta guiños a diseños anteriores del campeonato mundial original de la compañía, el Campeonato de WWE. (1963-presente).
Al igual que el histórico Big Gold Belt, el título tiene tres grandes placas doradas en una correa de cuero negro. Las tres placas incluyen filigrana tradicional con cada placa delineada en un borde de cuerda para representar las tres cuerdas de un ring de lucha libre. Como la mayoría de los otros cinturones de campeonato en WWE, las placas laterales incluyen una sección central redonda extraíble que se puede reemplazar con el logotipo del campeón reinante en lugar de una placa de identificación que se encontraba en el Big Gold Belt original; las placas laterales predeterminadas cuentan con un logotipo plateado de WWE sobre un globo terráqueo (las placas laterales personalizables se introdujeron con la versión 2013-2014 del cinturón del Campeonato de WWE).
En el centro de la placa central, hay un gran globo terráqueo que tiene el logotipo de WWE encima. El logotipo de WWE es plateado con negro relleno en los espacios en blanco del globo. El propio globo representa que el título se defiende en todo el mundo. Sobre el globo hay una pancarta con el texto «WORLD» (mundo) escrito en plata con una pancarta debajo del globo que dice «CHAMPION» (campeón), también escrito en plata. Además, en la placa central hay tres leones, que representan el escudo de la familia McMahon (fundadores y propietarios de WWE hasta abril de 2023); hay un león de cuerpo completo en cada lado opuesto del globo que mira hacia afuera, mientras que el tercero es solo una cabeza de león en la parte inferior de la placa central (el escudo de la familia McMahon se incluyó anteriormente en las placas laterales de los cinturones del Campeonato de WWE de 1998 a 2005). En la parte superior de la placa central, justo encima de la pancarta «WORLD», hay una corona, un guiño al cinturón del Campeonato de WWE de Bruno Sammartino durante su largo reinado (también había una corona en el Big Gold Belt). Justo encima de la corona hay un águila, que es en homenaje a los diversos cinturones de Campeonatos en WWE que incluían un águila hasta 2013, sobre todo el diseño del cinturón del Campeonato Winged Eagle (1988-1998). Hay un total de 60 diamantes en las tres placas para celebrar el 60 aniversario de la compañía, que se estableció en abril de 1963.

## Recepción
La creación del Campeonato Mundial de Peso Pesado tuvo una recepción mixta. A algunos les gustó la idea del título, sintiendo que daría nuevas oportunidades para varios luchadores, pero otros fueron críticos. Dave Scherer de PWInsider sintió que, dado que Roman Reigns no estaba en el torneo inaugural, el Campeonato Mundial de Peso Pesado parecía un título secundario a su Campeonato Universal Indiscutible de WWE. El exluchador de WWE y Extreme Championship Wrestling, Tommy Dreamer, opinó que la creación del título se sintió como un premio de consolación, afirmando que daba la impresión de que nadie podía vencer a Reigns. No obstante, elogió el diseño del cinturón. Por el contrario, el miembro del Salón de la Fama de WWE, Booker T, declaró que no creía que se sintiera como un título secundario o un premio de consolación, y estuvo de acuerdo con el sentimiento de que brindaría nuevas oportunidades, especialmente para los luchadores más jóvenes. El comentarista de WWE, Corey Graves, dijo que tener el título era genial, ya que permitiría que Raw y SmackDown se identificaran como marcas separadas (ya que la división de marcas había sido laxa durante el año anterior), pero afirmó que hasta que Reigns fuera derrotado, cualquiera que tuviera el título mundial de peso pesado se sentiría inferior a Reigns. Scherer también sintió que quienquiera que finalmente venciera a Reigns, el impacto sería menor debido a la existencia del Campeonato Mundial de Peso Pesado. El finalista del torneo, AJ Styles, también dijo que era difícil argumentar que el nuevo título no era secundario en comparación con el campeonato indiscutible de Reigns. El miembro del Salón de la Fama de WWE, Kurt Angle, también elogió el diseño del cinturón y lo reconoció como un título secundario en comparación con los títulos de Reigns.

## Campeones

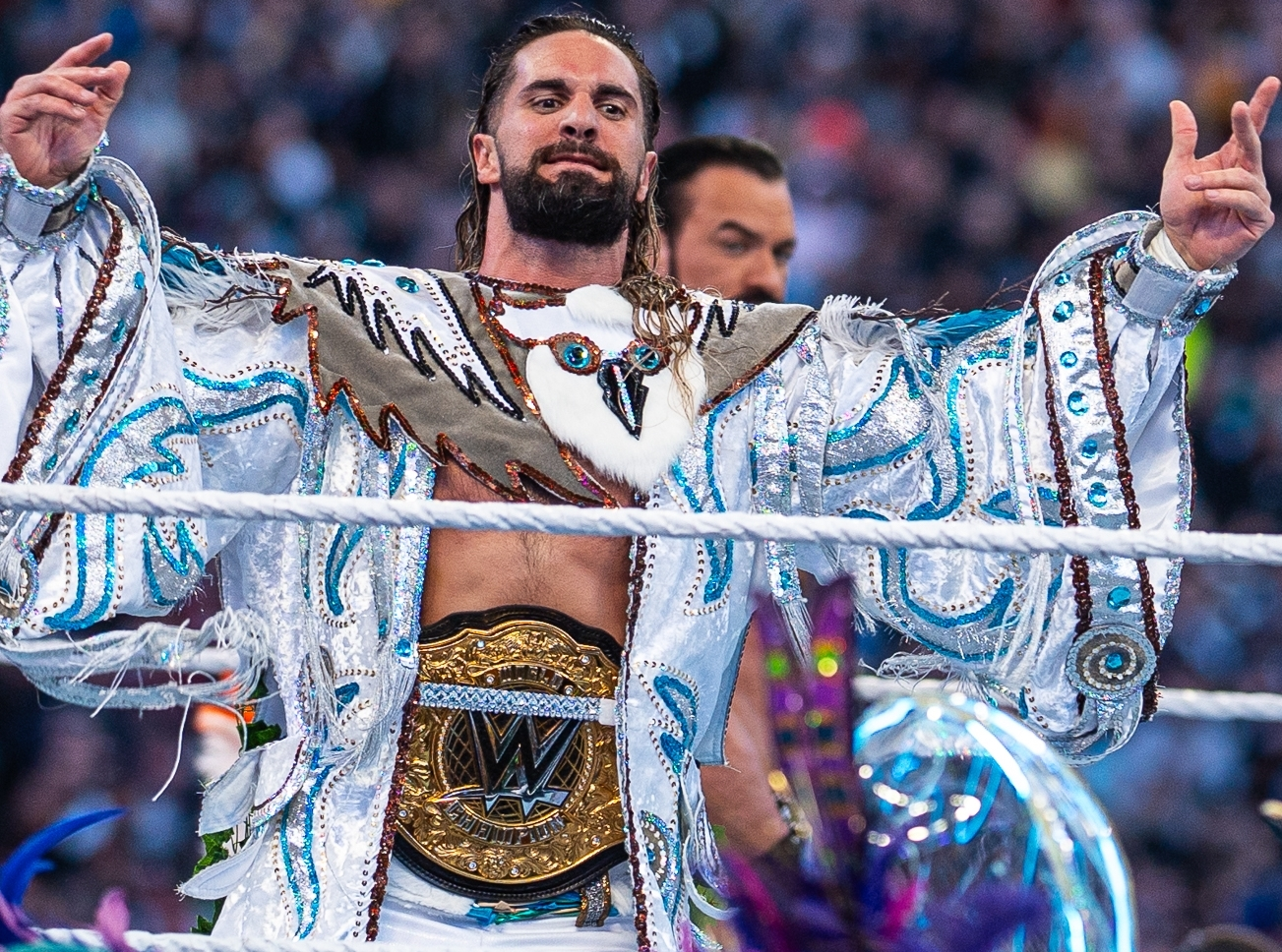
El campeón actual, Seth Rollins.

El Campeonato Mundial de Peso Pesado es uno de los 2 campeonatos mundiales de WWE y fue establecido en 2023. El campeón inaugural fue Seth «Freakin» Rollins, quien ganó el título al derrotar a AJ Styles el 27 de mayo de 2023 en el evento Night of Champions. Desde entonces ha habido 6 campeones oficiales, repartidos en 8 reinados en total. Drew McIntyre y Gunther son los dos luchadores no estadounidenses que han ostentado el título.
El reinado más largo en la historia lo ostenta Seth Rollins, quien mantuvo el campeonato por 316 días en su primera titularidad. En contraparte, CM Punk posee el reinado más corto, con solo 5 minutos 10 segundos, tras ser derrotado por Seth Rollins en SummerSlam 2025.
En cuanto a los días en total como campeón (un acumulado entre la suma de todos los días de los reinados individuales de cada luchador), Seth Rollins posee el primer lugar, con 329+ días en dos reinados. Le sigue Gunther, con 313 días en dos reinados, y Damian Priest con 118 días en un reinado.
El campeón más joven es Seth Rollins, quien a los 36 años y 364 días derrotó a AJ Styles en Night of Champions. En contraparte, el campeón más viejo es CM Punk, quien a los 46 años y 299 días derrotó a Gunther en SummerSlam. En cuanto al peso de los campeones, Drew McIntyre es el más pesado, con 125 kilogramos, mientras que CM Punk es el más liviano, con 99 kilogramos.
CM Punk es el primer y, hasta ahora, único luchador que ha ostentado las versiones 2002-2013 y actual del Campeonato Mundial Peso Pesado.

### Campeón actual
El campeón actual es Seth Rollins, quien se encuentra en su segundo reinado. Rollins ganó el título tras derrotar al excampeón CM Punk el 2 de agosto de 2025 en SummerSlam.
Rollins registra hasta el 15 de agosto de 2025 las siguientes defensas televisadas:
1. vs. LA Knight (4 de agosto de 2025, Raw) — Por descalificación

### Lista de campeones
| N.º | Campeón                | Lucha               | Lucha              | Lucha                         | Estadísticas | Estadísticas | Estadísticas      | Notas y referencias |
| N.º | Campeón                | Fecha               | Evento             | Ubicación                     | Reinado      | Días         | Días rec. por WWE | Notas y referencias |
| --- | ---------------------- | ------------------- | ------------------ | ----------------------------- | ------------ | ------------ | ----------------- | --- |
| 1   | Seth «Freakin» Rollins | 27 de mayo de 2023  | Night of Champions | Yeda, Arabia Saudita          | 1            | 316          | 316               | Derrotó a AJ Styles en la final del torneo para convertirse en el campeón inaugural. Este es el reinado más largo de la historia del campeonato. |
| 2   | Drew McIntyre          | 7 de abril de 2024  | WrestleMania XL    | Filadelfia, Pensilvania       | 1            | 0            | 0                 | [ 22 ] |
| 3   | Damian Priest          | 7 de abril de 2024  | WrestleMania XL    | Filadelfia, Pensilvania       | 1            | 118          | 118               | Usó su oportunidad del Money in the Bank. |
| 4   | Gunther                | 3 de agosto de 2024 | SummerSlam         | Cleveland, Ohio               | 1            | 259          | 258               | [ 24 ] |
| 5   | Jey Uso                | 19 de abril de 2025 | WrestleMania 41    | Las Vegas, Nevada             | 1            | 51           | 51                | [ 25 ] |
| 6   | Gunther                | 9 de junio de 2025  | Raw                | Phoenix, Arizona              | 2            | 54           | 53                | [ 26 ] |
| 7   | CM Punk                | 2 de agosto de 2025 | SummerSlam         | East Rutherford, Nueva Jersey | 1            | 0            | 0                 | Este es el reinado más corto en la historia del campeonato.                                                                                      |
| 8   | Seth Rollins           | 2 de agosto de 2025 | SummerSlam         | East Rutherford, Nueva Jersey | 2            | 13+          | 13+               | Usó su oportunidad del Money in the Bank. |

### Total de días con el título

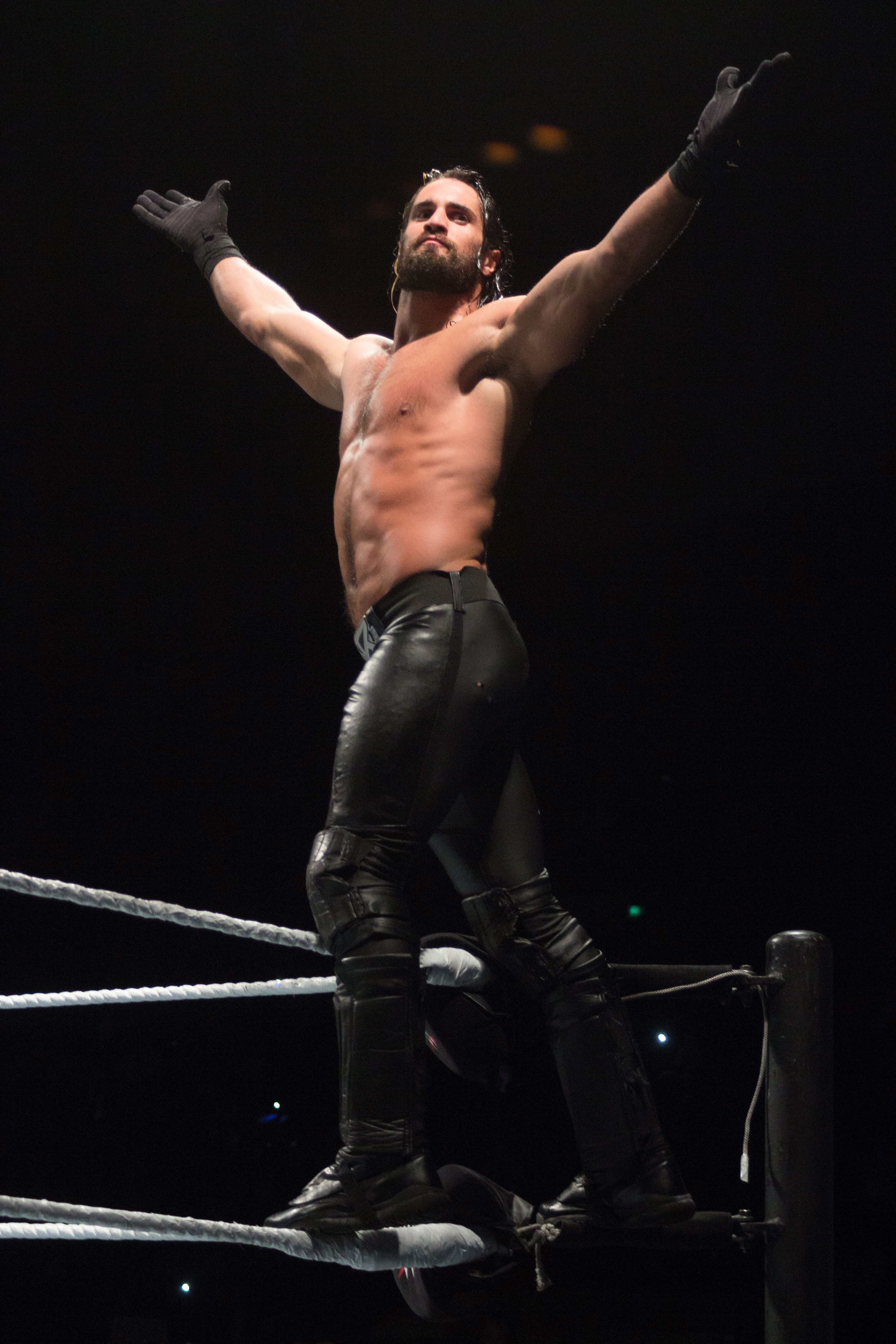
Seth Rollins posee el récord del reinado más largo, con 316 días en su primera titularidad.

La siguiente lista muestra el total de días que un luchador ha poseído el campeonato si se suman todos los reinados que posee. Actualizado a la fecha del 15 de agosto de 2025.
| + | Indica al campeón actual. |

| N.º | Luchador      | Reinados | Días combinados | Reconocidos por WWE |
| --- | ------------- | -------- | --------------- | ------------------- |
| 1   | Seth Rollins  | 2        | 329+            | 329+                |
| 2   | Gunther       | 2        | 313             | 311                 |
| 3   | Damian Priest | 1        | 118             | 118                 |
| 4   | Jey Uso       | 1        | 51              | 51                  |
| 5   | Drew McIntyre | 1        | 0               | 0                   |
| 5   | CM Punk       | 1        | 0               | 0                   |

### Mayor cantidad de reinados
| Reinados | Luchador (es)         |
| -------- | --------------------- |
| 2 veces  | Gunther, Seth Rollins |